# Tristani Mosakhlishvili

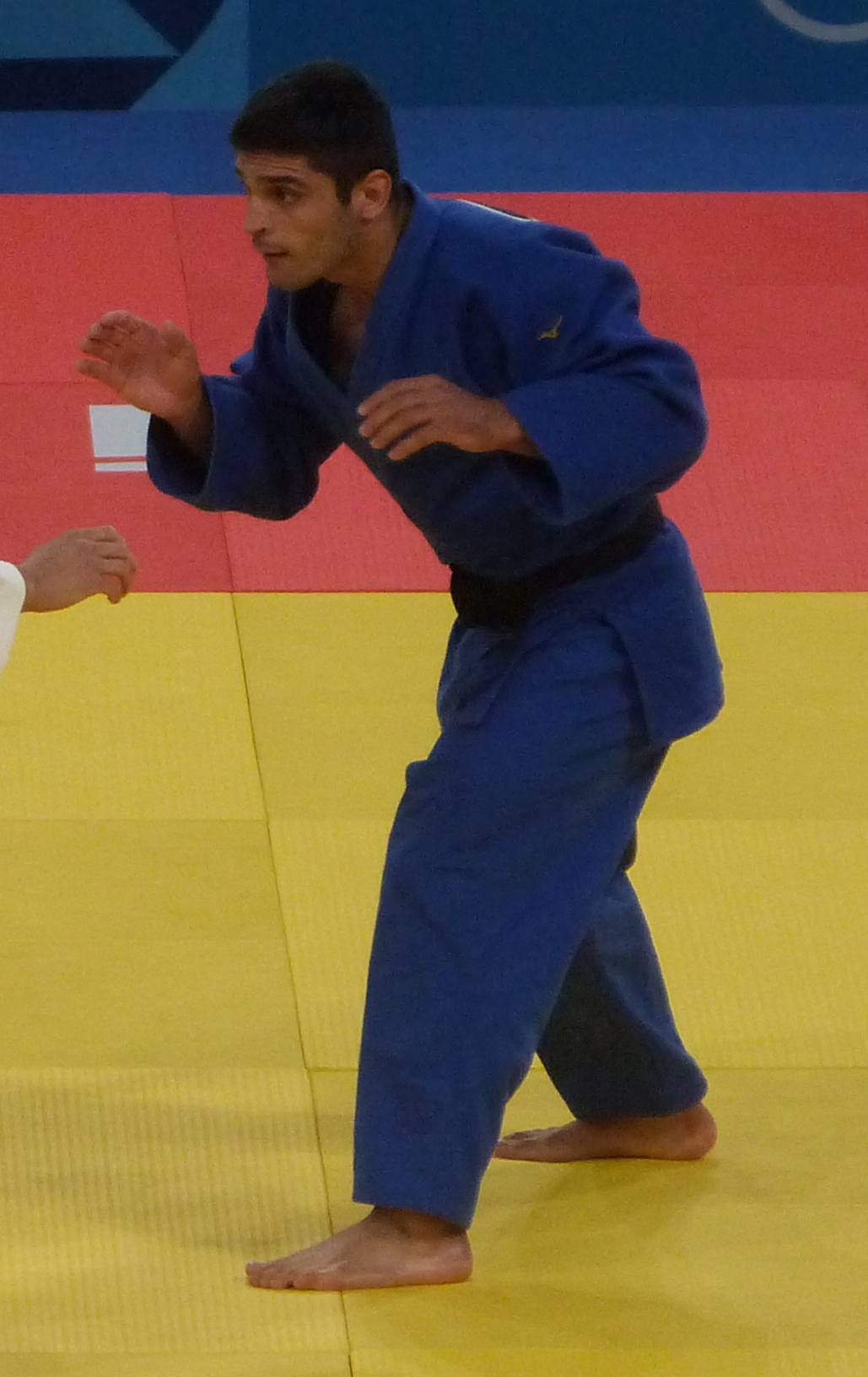
Tristani Mosakhlishvili

Tristani Mosakhlishvili (georgisch ტრისტან მოსახლიშვილი; * 31. Dezember 1997 in Telawi) ist ein spanischer Judoka, der bis 2017 für Georgien antrat. Bei Weltmeisterschaften gewann er bis 2024 eine Bronzemedaille.

## Sportliche Karriere
Tristani Mosakhlishvili wuchs in Georgien auf. Bei den georgischen Landesmeisterschaften belegte er 2017 den fünften Platz in der Gewichtsklasse bis 81 Kilogramm.
2020 wurde er Dritter der spanischen Meisterschaften in der Klasse bis 81 Kilogramm, 2021 siegte er bei den spanischen Meisterschaften in der Gewichtsklasse bis 90 Kilogramm, in der er seither kämpft. Anfang Juli 2022 bei den Mittelmeerspielen in Oran verlor er im Halbfinale gegen den Türken Mihael Zgank. Im Kampf um eine Bronzemedaille gewann Mosakhlishvili gegen den Italiener Gennaro Pirelli. Im Oktober 2022 bei den Weltmeisterschaften in Taschkent unterlag Mosakhlishvili im Viertelfinale dem Georgier Luka Maisuradse. Nach einem Sieg in der Hoffnungsrunde über den Brasilianer Marcelo Gomes traf der Spanier im Kampf um eine Bronzemedaille auf den zweiten Georgier Lascha Bekauri und verlor.
Im Mai 2023 schied Mosakhlishvili bei den Weltmeisterschaften in Doha in seinem ersten Kampf aus. Einen Monat später erreichte er das Finale beim Grand-Slam-Turnier in Astana und siegte gegen den Franzosen Maxime-Gaël Ngayap Hambou.
Im April 2024 unterlag Mosakhlishvili im Achtelfinale der Europameisterschaften in Zagreb dem Aserbaidschaner Eljan Hajiyev. Vier Wochen später bei den Weltmeisterschaften in Abu Dhabi verlor der Spanier im Viertelfinale gegen den Japaner Gōki Tajima. Mit einem Sieg über den Libanesen Caramnob Sagaipov sicherte sich Mosakhlishvili eine Bronzemedaille. Zwei Monate später bei den Olympischen Spielen 2024 in Paris gewann der Spanier seine ersten drei Kämpfe und verlor dann im Halbfinale gegen den Georgier Lascha Bekauri. Im Kampf um Bronze unterlag Mosakhlishvili dem Griechen Theodoros Tselidis. In der Teamwertung schied die spanische Mannschaft im Achtelfinale gegen die Japaner aus.